# Bianca Ryan (album)
Albums de Bianca Ryan
Christmas Everyday
(2007)
Singles
1. Why Couldn't It Be Christmas Every Day?
Sortie : 2006

Bianca Ryan est le premier album de Bianca Ryan, gagnante de la première édition de America's Got Talent. Il est paru le 14 novembre 2006.

## Liste des titres
| No  | Titre                                   | Durée |
| --- | --------------------------------------- | ----- |
| 1.  | The Rose                                | 3:38  |
| 2.  | Awake                                   | 3:53  |
| 3.  | I Believe I Can Fly                     | 4:38  |
| 4.  | Pray For a Better Day                   | 4:34  |
| 5.  | Dream in Color                          | 4:11  |
| 6.  | I Wish That                             | 3:59  |
| 7.  | And I Am Telling You I'm Not Going (en) | 3:55  |
| 8.  | Superstar                               | 3:45  |
| 9.  | I Will                                  | 3:45  |
| 10. | Pure and Simple                         | 4:14  |
| 11. | You Light Up My Life                    | 3:28  |
| 12. | Why Couldn't It Be Christmas Every Day? | 4:05  |